# Liste der Mitglieder der American Academy of Arts and Sciences/1876
Im Jahr 1876 wählte die American Academy of Arts and Sciences 16 Personen zu ihren Mitgliedern.

## Neugewählte Mitglieder
- Ernst Curtius (1814–1896)
- Thomas Dwight (1843–1911)
- Edwin Lawrence Godkin (1831–1902)
- Charles Edward Hamlin (1825–1886)
- François Auguste Marie Alexis Mignet (1796–1884)
- Bennett Hubbard Nash (1834–1906)
- Mark Pattison (1813–1884)
- Henry Creswicke Rawlinson (1810–1895)
- Henry Augustus Rowland (1848–1901)
- Paolo Federigo Sclopis di Salerano (1798–1878)
- John Langdon Sibley (1804–1885)
- Arthur Penrhyn Stanley (1815–1881)
- Balfour Stewart (1828–1887)
- William Edward Story (1850–1930)
- Alfred Tennyson (1809–1892)
- Eugene Emmanuel Viollet-Le-Duc (1814–1879)